# Andrea Carlino
Andrea Carlino (17 de janeiro de 1997) é um judoca italiano. Competiu nos Jogos Olímpicos de Verão de 2024, sendo eliminado por Yang Yung-wei.